# Les Dossiers du Canard enchaîné
Les Dossiers du Canard enchaîné sont une publication du journal Le Canard enchaîné.

## Histoire
Les Dossiers du Canard enchaîné prennent le relais, au début des années 1980, du Dictionnaire Canard. 
Le premier numéro est consacré à Valéry Giscard d'Estaing et à sa présidence, dont « l'affaire des diamants ». Ce numéro sort en avril, peu avant l'élection présidentielle française de 1981 ; il obtient une vente de 400 000 exemplaires.
En 2018, la vente moyenne était de 68 458 exemplaires. Elle était de 62 732 exemplaires en 2021, en croissance de 14% par rapport à 2020.

## Numéros

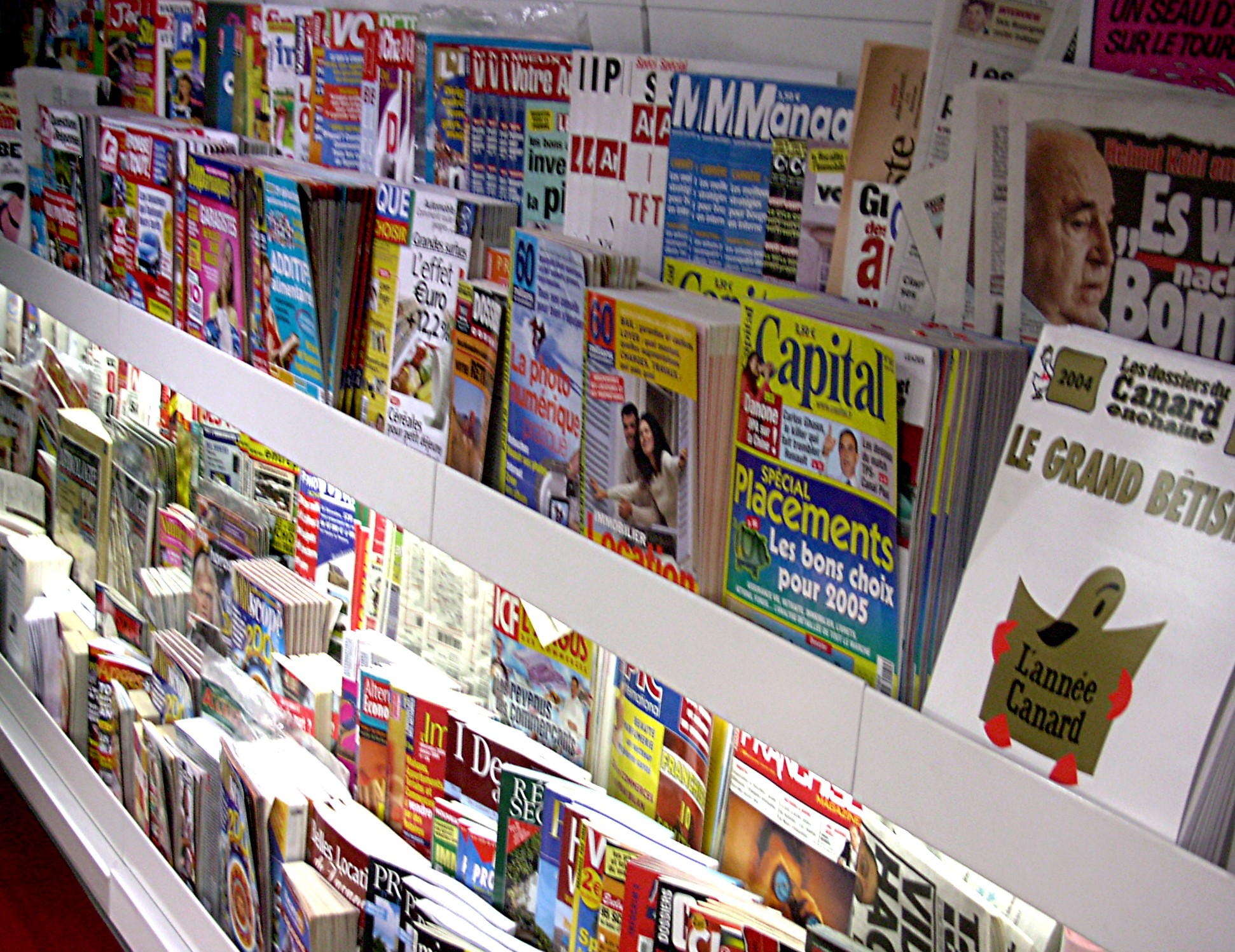
Étalage de revues dans un magasin de presse. On remarque Le grand bêtisier, 2004-2005 (Dossiers no 94) à droite.

- 1 - Giscard : la monarchie contrariée - avril 1981
- 2 - 1981 en 250 dessins - décembre 1981
- 3 - Les enjeux du stade - juin 1982
- 4 - Le Vatican, clef en main - septembre 1982
- 5 - 1982 : les dessins de l'an II - décembre 1982
- 6 - Le grand business alimentaire : les dessous de la table - mars 1983
- 7 - Industrie des vacances : les marchands du départ - juin 1983
- 8 - L'empire agité de la radio-télé (Pouvoir, Couloirs, Tension, Pressions, Stars, Placard) - septembre 1983
- 9 - 1983 : les dessins de rigueur - décembre 1983
- 10 - La presse en revue - mars 1984
- 11 - Les milliards de l'art - juin 1984
- 12 - La force de frappe tranquille - septembre 1984
- 13 - Showbiz : L'état du spectacle - décembre 1984
- 14 - Les dessins de la mi-chemin - janvier 1985
- 15 - École : le dérapage, du B.A.BA au ba - avril 1985
- 16 - L'Envers du jeu : Casinos, Bancos, Trot, Galop, Gros lots, Loto, Bingo, Bonneteau, Macao… - juin 1985
- 17 - Modes : les dessous du vêtement - octobre 1985
- 18 - 1985 : les dessins de l'avant-86 - décembre 1985
- 19 - Attention sécurité : terrorisme
- 20 - Monaco & Co. - juillet 1986
- 21 - L'âge d'or de l'argent - novembre 1986
- 22 - Les dessins de la cohabitation - décembre 1986
- 23 - La santé à tous prix - mars 1987
- 24 - Ça, c'est du cinéma ! Le 7e Art et la manière - juillet 1987
- 25 - Le jeu de l'auto - 1987
- 26 - 1987 : les dessins de l'avant 88 - décembre 1987
- 27 - L'argent secret des élections
- 28 - Espionnage - L'art et la manière - juillet 1988
- 29 - Assurance - L'empire du risque - octobre 1988
- 30 - Le grand bêtisier de l'actualité - décembre 1988
- 31 - Vice de Pub
- 32 - Édition : la tournée des pages. juin 1989
- 33 - Le tout état dans tous ses états - octobre 1989, « Voyage indiscret dans la haute fonction publique »
- 34 - 1989 : Bêtisier de l'année - décembre 1989
- 35 - La Suisse, Noir sur Blanc - avril 1990
- 36 - Le grand bazar du bizarre - juillet 1990, « New Age. Gourous. Voyantes. Sectes. OVNIS. etc. »
- 37 - Les Cathocrates - octobre 1990
- 38 - Le grand bêtisier de l'actualité - janvier 1991
- 39 - L'archipel du goulot, l'alcool à tous les degrés - avril 1991
- 40 - Histoires de Belges - juillet 1991
- 41 - La famille Tonton - octobre 1991
- 42 - 1991 : Bêtisier de l'année - décembre 1991
- 43 - Faut-il avoir confiance dans la justice de son pays ? - avril 1992
- 44 - Le Midi - juillet 1992, « mécomptes et légendes »
- 45 - Le Pen le vrai - octobre 1992
- 46 - Le grand bêtisier de l'actualité : l'année Canard - décembre 1992
- 47 - Les fromages de la République - avril 1993
- 48 - Les français vus d'ailleurs - juillet 1993, « Pourquoi le monde entier nous envie »
- 49 - La famille Chirac - octobre 1993
- 50 - Le grand bêtisier de l'actualité - janvier 1994
- 51 - Môssier Pasqua, sa vie, son œuvre et ses ambitions : Tu parles, Charles
- 52 - Le combat des chaînes : À qui profite la guerre ? - juillet 1994
- 53 - Edouard : de Ballamou Ier à Balladurdur - octobre 1994
- 54 - 1994 : bêtisier de l'année
- 55 - Les patrons hommes d'affaires
- 56 - Un été 81
- 57 - Les Péquenocrates - octobre 1995, « Enquête sur les pouvoirs exorbitants du petit monde paysan »
- 58 - Le grand bêtisier
- 59 - Les cocotiers de la République : enquête sur les eaux troubles de la France exotique - avril 1996
- 60 - La Corse démasquée, « Comment et pourquoi une bande d'encagoulés fait trembler l'état » - 1996
- 61 - À qui profite la crise ? Le guide des petites et des grandes arnaques. - octobre 1996
- 62 - 1996 : bêtisier de l'année - 1996
- 63 - Chirac-Juppé : 2 ans déjà ! et quel bilan ! - avril 1997
- 64 - Les flambeurs du Crédit lyonnais : Le scandale financier du siècle - juillet 1997
- 65 - La chute de la maison maire : De Chirac aux Tiberi, toutes les affaires de la Ville de Paris - octobre 1997
- 66 - 1997 : bêtisier de l'année - décembre 1997
- 67 - Elf, l'empire d'essence : Fric, politique, barbouzes et pétroleuses… enquête sur un super scandale d'État - avril 1998
- 68 - Qu'est ce qu'on mange ? Enquête au fond de nos assiettes - juillet 1998
- 69 - Mégret : facho devant ! : La montée du petit brun qui veut la peau du gros blond - octobre 1998
- 70 - 1998 : bêtisier de l'année - décembre 1998
- 71 - Que fait la police ? Voir à l'intérieur - avril 1999
- 72 - Les joyeux de la couronne : Le tour du monde des monarchies - juin 1999
- 73 - L'enfer du fisc
- 74 - 1999 : bêtisier de l'année - décembre 1999
- 75 - L@ folie Internet, l'envers de la toile - avril 2000
- 76 - Qu'est-ce qu'on mange encore ? : Nouvelles enquêtes au fond de nos assiettes - juillet 2000
- 77 - Les fous du pouvoir : Dictateurs, despotes, tyranneaux et autres graves bouffons - octobre 2000
- 78 - 2000 : bêtisier de l'année - décembre 2000
- 79 - Jospin : voyage au centre de l'austère - avril 2001
- 80 - Comme des bêtes : Chiens, chats, veaux, vaches, cochons, moustiques, boas, etc. Le Canard mène l'enquête chez nos amies les bêtes - juillet 2001
- 81 - Télés : le maillon fric : Audience, pouvoir, paillettes, argent… « Le Canard » enquête de l'autre côté de l'écran - octobre 2001
- 82 - 2001 : bêtisier de l'année - décembre 2001
- Hors-série - Le journal de Xavière T., 2001.
- 83 - Manufacture française de candidats : Choisissez votre président sur catalogue - avril 2002
- 84 - Le cul mis à nu : Vacances, loisirs, ciné, télé, livres, journaux… enquête sur le sexe qui s'introduit partout - juillet 2002
- 85 - Raffarin d'en haut en bas
- 86 - 2002-2003 : bêtisier de l'année
- 87 - Hôpital on est mal : Notre système de santé est-il en danger ? - avril 2003
- 88 - Qu'est ce qu'on déguste
- 89 - Sarkozy : l'homme (trop) pressé
- 90 - 2003-2004 : bêtisier de l'année
- 91 - Chichi impératrice - avril 2004
- 92 - Le Baron Ernest-Antoine Seillière, gentleman killer : les aventures du baron des patrons - juillet 2004
- 93 - Tant qu'il y aura des Tomes, « Enquête sur le petit monde des livres et les nouveaux pontes de l'édition »
- 94 - Le grand bêtisier - 2004-2005
- 95 - L'horreur judiciaire : de l'affaire Dils au scandale d'Outreau… quand les juges se déjugent - avril 2005
- 96 - Les « Gaymard » de la République : Duplex, châteaux, hôtels particuliers… enquête sur les appartements de fonction de l'État et visite guidée de ces lieux très privilégiés - juillet 2005
- 97 - Comment les hypers gagnent
- 98 - Le grand bêtisier 2005-2006
- 99 - Les marchands de soleil
- 100 - La télé à cache cash - juillet 2006
- 101 - Les bons coûts et les coups bas - octobre 2006
- 102 - Le grand bêtisier (l'année Canard), décembre 2006
- 103 - Élysée-moi ! Tout ce que nous cachent les candidats…, 1er trimestre 2007
- 104 - Les jeux de l'actu et de l'été - juin 2007
- 105 - Les nouveaux censeurs, enquête sur la censure des médias par les pouvoirs politiques et économiques - Octobre 2007
- 106 - Le grand bêtisier 2008 - 1er trimestre 2008
- 107 - Le président fric frime - avril 2008
- 108 - Ces premières dames qui nous gouvernent - juillet 2008
- 109 - La télé, c'est moi - octobre 2008
- 110 - Le grand bêtisier - décembre 2008
- 111 - La Cour sous le règne de Nicolas le Petit - avril 2009
- 112 - Les petits et les gros profiteurs de la crise - juillet 2009
- 113 - Je te vois ! - octobre 2009
- 114 - Le grand bêtisier - décembre 2009
- 115 - Les profiteurs du bizness écolo - avril 2010
- 116 - Les dessous du Vatican - juillet 2010
- 117 - Fric et politique, la descente aux affaires - octobre 2010
- 118 - Le grand bêtisier - décembre 2010
- 119 - Le Mégalopolicier - avril 2011
- 120 - Les dégâts de la Marine - juillet 2011
- 121 - Nucléaire : c'est par où la sortie ? - octobre 2011
- 122 - L'année Canard 2011
- 123 - Cinq ans, demandez le bilan ! -
- 124 - Bienvenue chez les riches ! - juillet 2012
- 125 - Moi, François Normal - octobre 2012
- 126 - L’année Canard 2012
- 127 - Exil fiscal, les clés du paradis - 10 avril 2013
- 128 - Corsa Nostra - juillet 2013
- 129 - Les nouveaux réacs - 12 novembre 2013
- 130 - L'année Canard - 3 février 2014
- 131 - Vive les vieux ! - avril 2014
- 132 - Les nouveaux rois du rire - juillet 2014
- 133 - Le petit Manuel illustré - octobre 2014
- 134 - L'année Canard - janvier 2015
- 135 - Ces très chers banquiers - avril 2015
- 136 - Arrière-cuisines et dessous de table - juillet 2015
- 137 - Gare aux gourous ! - octobre 2015
- 138 - L'année Canard - janvier 2016
- 139 - Liberté d'expression, l'état d'urgence - avril 2016
- 140 - Le cinéma pique sa crise - juillet 2016
- 141 - Que fait la Police ? - octobre 2016
- 142 - L'année Canard 2016 - janvier 2017
- 143 - Les grosses ficelles du populisme - avril 2017
- 144 - Comme des bêtes - juillet 2017
- 145 - Tout reste affaires ! - octobre 2017
- 146 - L’année Canard 2017 - janvier 2018
- 147 - Malbouffe, le dico ! - avril 2018
- 148 - Les dingos du pouvoir - juillet 2018
- 149 - # vie privée c’est terminé ! - octobre 2018
- 150 - L'année Canard 2018 - janvier 2019
- 151 - Tout n'est pas vert dans le bio - avril 2019
- 152 - 1,4 milliard de touristes ! Et moi, et moi et moi... - juillet 2019
- 153 - Macron contre Macron - octobre 2019
- 154 - L'année Canard 2019 - janvier 2020
- 155 - Notre-Dame, les sous et les dessous - avril 2020
- 156 - L'envers du jeu - juillet 2020
- 157 - La Chine démasquée - octobre 2020
- 158 - L'année Canard 2020 - janvier 2021
- 159 - Banques, assurances, entourloupes et mauvais coûts - avril 2021
- 160 - Les 100 plus belles histoires d'escrocs - juillet 2021
- 161 - Le Pen à la torture... - octobre 2021
- 162 - L'année Canard 2021 - janvier 2022
- 163 - Infos et usage de faux - avril 2022
- 164 - L'amour à tout prix - juillet 2022
- 165 - Qatar, l’envers du décor - octobre 2022
- 166 - L'année Canard 2022 - décembre 2022
- 167 - Réchauffement, par ici la sortie ! - avril 2023
- 168 - 100 histoires de vin - juillet 2023
- 169 - Paris 2024, Il va y avoir du sport ! - octobre 2023
- 170 - L'année Canard 2023 - décembre 2023
- 171 - Crise du logement, périls en la demeure - avril 2024
- 172 - 100 histoires d'ultrariches - juillet 2024